# 10069 Fontenelle
A 10069 Fontenelle (ideiglenes jelöléssel 1989 CW2) a Naprendszer kisbolygóövében található aszteroida. Eric Walter Elst fedezte fel 1989. február 4-én.